# Ante Budimir
Ante Budimir, född 22 juli 1991 i Zenica i Jugoslavien (nuvarande Bosnien och Hercegovina), är en kroatisk fotbollsspelare som spelar för Osasuna. Han representerar även det kroatiska landslaget.